# ديتر ريكس
ديتر ريكس (بالألمانية: Dieter Rex)‏ هو رسام ألماني، ولد في 2 يناير 1936 في باد فرانكنهاوزن في ألمانيا، وتوفي بنفس المكان في 20 نوفمبر 2002.